# El fusilamiento de Dorrego
El fusilamiento de Dorrego è un cortometraggio muto del 1908 diretto da Mario Gallo. Viene considerato il primo film di fiction del cinema argentino. Ricostruisce le vicende che portarono alla fucilazione di Manuel Dorrego (11 giugno 1787-13 dicembre 1828) .

## Produzione
Il film fu prodotto dallo stesso regista Mario Gallo.

## Distribuzione
Il film viene considerato perduto.